# Lezhi
Lezhi (en chino, 乐至; pinyin, Lèzhì (escuchar)ⓘ) es un condado bajo la administración directa de la ciudad-prefectura de Ziyang. Se ubica en la provincia de Sichuan, centro-sur de la República Popular China. Su área es de 1424 km² y su población total para 2010 superó los 540 mil habitantes.

## Administración
Desde octubre de 2022, el  Condado Lezhi se divide en 21 pueblos que se administran en 2 subdistritos, 18   poblados y 1 villa.

## Toponimia
El topónimo Lezhi [/lə-zhi/] se compone de los sinogramas Le (felicidad) y Zhi (llegar), se toman directamente del Estanque Lezhi (乐至池) situado al este del condado. El nombre Lezhi viene de la frase; con agua llega la felicidad (有水乐至 Yǒushuǐ Lèzhì) simbolizando la idea de que la felicidad llega con condiciones favorables, como un clima adecuado y una vida próspera.